# موس بوينت
موس بوينت (مسيسيبي) (بالإنجليزية: Moss Point, Mississippi)‏ هي مدينة تقع في الولايات المتحدة في مقاطعة جاكسون (مسيسيبي).  يقدر عدد سكانها بـ 13,704 نسمة ومساحتها 69.3 كم2  وترتفع عن سطح البحر 5 متر.

## التركيبة السكانية
حدّد مكتب تعداد الولايات المتحدة بيانات التركيبة السكانية لموس بوينت في تعداد الولايات المتحدة. في ما يلي، التركيبة السكانية حسب تعدادي 2000 و2010.

### تعداد عام 2000
بلغ عدد سكان موس بوينت 15,851 نسمة بحسب تعداد عام 2000، وبلغ عدد الأسر 5,714 أسرة وعدد العائلات 4,227 عائلة مقيمة في المدينة. في حين سجلت الكثافة السكانية 230.3 نسمة لكل كيلومتر مربع (596.5/ميل2). وبلغ عدد الوحدات السكنية 6,237 وحدة بمتوسط كثافة قدره 90.6 لكل كيلومتر مربع (234.7/ميل2).
وتوزع التركيب العرقي للمدينة بنسبة 28.04% من البيض و70.56% من الأمريكيين الأفارقة و0.15% من الأمريكيين الأصليين و0.21% من الأمريكيين ذوي الأصول الآسيوية و0.03% من سكان جزر المحيط الهادئ و0.44% من الأعراق الأخرى و0.57% من عرقين مختلطين أو أكثر و1% من الهسبانيون أو اللاتينيون من أي عرق.
بلغ عدد الأسر 5,714 أسرة كانت نسبة 40.6% منها لديها أطفال تحت سن الثامنة عشر تعيش معهم، وبلغت نسبة الأزواج القاطنين مع بعضهم البعض 44.7% من أصل المجموع الكلي للأسر، ونسبة 23.7% من الأسر كان لديها معيلات من الإناث دون وجود شريك،  بينما كانت نسبة 5.5% من الأسر لديها معيلون من الذكور دون وجود شريكة وكانت نسبة 26% من غير العائلات. تألفت نسبة 22.8% من أصل جميع الأسر من عدة أفراد يعيشون في نفس المنزل ونسبة 8.6% كانت تتألف من شخص يعيش بمفرده يبلغ من العمر 65 عاماً أو أكثر. وبلغ متوسط حجم الأسرة المعيشية 2.75، أما متوسط حجم العائلات فبلغ 3.21.
بلغ العمر الوسطي للسكان 36.7 عاماً. وكانت نسبة 26.8% من القاطنين تحت سن الثامنة عشر، وكانت نسبة 9.4% بين الثامنة عشر والرابعة والعشرين عاماً، ونسبة 25.7% كانت واقعةً في الفئة العمرية ما بين الخامسة والعشرين والرابعة والأربعين عاماً، ونسبة 25.2% كانت ما بين الخامسة والأربعين والرابعة والستين، ونسبة 11.9% كانت ضمن فئة الخامسة والستين عاماً فما فوق. يوجد لكل 100 أنثى 91.6 ذكر، ويوجد لكل 100 أنثى في الثامنة عشر من عمرها فما فوق 87.9 ذكر.
بلغ متوسط دخل الأسرة في المدينة 32,075 دولارًا، أما متوسط دخل العائلة فبلغ 37,712 دولارًا. وكان متوسط دخل الذكور 31,126 دولارًا مقابل 20,550 دولارًا للإناث. وسجل دخل الفرد الخاص بالمدينة 15,537 دولارًا. وكانت نسبة 15.8% من العائلات ونسبة 17.8% من السكان تحت خط الفقر، وكان من هؤلاء نسبة 23.7% تحت سن الثامنة عشر ونسبة 17.3% في الخامسة والستين من العمر وما فوق.

### تعداد عام 2010
بلغ عدد سكان موس بوينت 13,704 نسمة بحسب تعداد عام 2010، وبلغ عدد الأسر 5,327 أسرة وعدد العائلات 3,662 عائلة مقيمة في المدينة. في حين سجلت الكثافة السكانية 199.1 نسمة لكل كيلومتر مربع (515.7/ميل2). وبلغ عدد الوحدات السكنية 6,194 وحدة بمتوسط كثافة قدره 90 لكل كيلومتر مربع (233.1/ميل2).
وتوزع التركيب العرقي للمدينة بنسبة 23.93% من البيض و73.56% من الأمريكيين الأفارقة و0.20% من الأمريكيين الأصليين و0.44% من الأمريكيين ذوي الأصول الآسيوية و0.03% من سكان جزر المحيط الهادئ و0.77% من الأعراق الأخرى و1.07% من عرقين مختلطين أو أكثر و1.85% من الهسبانيون أو اللاتينيون من أي عرق.
بلغ عدد الأسر 5,327 أسرة كانت نسبة 30.7% منها لديها أطفال تحت سن الثامنة عشر تعيش معهم، وبلغت نسبة الأزواج القاطنين مع بعضهم البعض 36.9% من أصل المجموع الكلي للأسر، ونسبة 25.6% من الأسر كان لديها معيلات من الإناث دون وجود شريك،  بينما كانت نسبة 6.2% من الأسر لديها معيلون من الذكور دون وجود شريكة وكانت نسبة 31.3% من غير العائلات. تألفت نسبة 27.1% من أصل جميع الأسر من عدة أفراد يعيشون في نفس المنزل ونسبة 10.2% كانت تتألف من شخص يعيش بمفرده يبلغ من العمر 65 عاماً أو أكثر. وبلغ متوسط حجم الأسرة المعيشية 2.55، أما متوسط حجم العائلات فبلغ 3.09.
بلغ العمر الوسطي للسكان 42.5 عاماً. وكانت نسبة 21.9% من القاطنين تحت سن الثامنة عشر، وكانت نسبة 8.8% بين الثامنة عشر والرابعة والعشرين عاماً، ونسبة 22.1% كانت واقعةً في الفئة العمرية ما بين الخامسة والعشرين والرابعة والأربعين عاماً، ونسبة 31.2% كانت ما بين الخامسة والأربعين والرابعة والستين، ونسبة 16% كانت ضمن فئة الخامسة والستين عاماً فما فوق. وتوزع التركيب الجنسي للسكان بنسبة 48.2% ذكور و51.8% إناث.

## توأمة
لموس بوينت اتفاقيات توأمة مع:
- برلينغتون

## أعلام
- توم جونسون
- جايسون أرمستيد
- جون إف. بروك
- سام ليزلي
- تيرانس سيمونز